# Smriječno
Smriječno (en serbe cyrillique : Смријечно) est un village de l'ouest du Monténégro, dans la municipalité de Plužine.

## Démographie

### Évolution historique de la population
| 1948 | 1953 | 1961 | 1971 | 1981 | 1991 | 2003 |
| ---- | ---- | ---- | ---- | ---- | ---- | ---- |
| 231  | 254  | 245  | 187  | 126  | 116  | 81   |